# مؤسسه مهندسان برق آمریکا

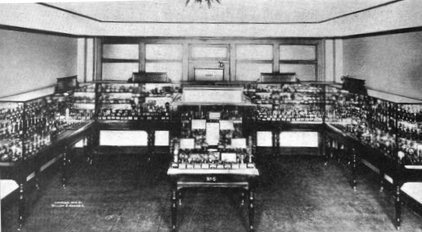
یک اتاق نمایش در دفتر مرکزی موسسه مهندسین برق آمریکا در شهر نیویورک.

موسسه مهندسان برق آمریکا (به انگلیسی: American Institute of Electrical Engineers) یک مؤسسه آمریکایی برای مهندسان برق بود که از سال ۱۸۸۴ تا سال ۱۹۶۲ فعالیت می‌کرد. از اول ژانویه سال ۱۹۶۳ این موسسه با مؤسسه مهندسان رادیو (IRE) ادغام شد تا مؤسسه مهندسان برق و الکترونیک (IEEE) ایجاد شود.

## تاریخچه
در سال ۱۸۸۴ بنیانگذاران موسسه شامل برخی از مخترعین و نوآوران بسیار برجستهٔ در حوزهٔ جدید مهندسی برق بودند. از آن جمله آنها می‌توان به نیکلا تسلا، توماس آلوا ادیسون، الیهو تامسون، ادوین ج. هوتسون و ادوارد وستون اشاره کرد. هدف موسسه "ترویج هنر و علوم مرتبط با تولید و استفاده از برق و رفاه افراد شاغل در این صنایع با استفاده از روابط اجتماعی، خواندن و بحث در مورد مقالات حرفه‌ای و گردش و به هم پیوستن اطلاعات بدست آمده با استفاده از انتشار در میان اعضا اعلام شد. اولین رئیس موسسه نوروین گرین بود که رئیس شرکت وسترن یونیون تلگراف بود.